# Romualda Gruszczyńska
Romualda Gruszczyńska, coniugata Olesiewicz (Stryj, 11 novembre 1928 – Varsavia, 16 aprile 1996), è stata una cestista, pallavolista e pallamanista polacca.
Era la moglie di Zygmunt Olesiewicz.

## Carriera
Con la Polonia ha disputato tre edizioni dei Campionati europei (1950, 1956, 1958) e i Campionati mondiali del 1959.